# Видный (Ульяновская область)
Видный — посёлок в Мелекесского района Ульяновской области. Входит в состав Новосёлкинского сельского поселения.

## История
Основан в 1929 году, как № 4 отделение совхоза имени Крупской (ныне п. Новосёлки).
В 1986 г. указом ПВС РСФСР посёлок отделения № 4 совхоза имени Крупской переименован в Видный.

## Население
| 2010 |
| ---- |
| 299  |